# 데릭 트럭스
데릭 트럭스(Derek Trucks, 1979년 6월 8일 ~ )는 미국의 기타리스트이다. 올먼 브러더스 밴드의 오리지널 멤버인 버치 트럭스의 조카로, 9세부터 기타를 시작하였다. 테데스키 트럭스 밴드에서도 활동하고있다.